# Metopocoris
Metopocoris is een geslacht van wantsen uit de familie van de Miridae (Blindwantsen). Het geslacht werd voor het eerst wetenschappelijk beschreven door Cassis in 2008.

## Soorten
Het genus bevat de volgende soorten:

- Metopocoris asquithi Cassis, 2008
- Metopocoris carnarvoni Cassis, 2008
- Metopocoris cassiae Cassis, 2008
- Metopocoris forresti Cassis, 2008
- Metopocoris joannae Cassis, 2008
- Metopocoris magenta Cassis, 2008
- Metopocoris rubrifasciata Cassis, 2008
- Metopocoris scutata Cassis, 2008
- Metopocoris uberini Cassis, 2008